# Iva Peřinová
Iva Peřinová (25. června 1944 Roztoky u Prahy – 7. listopadu 2009) byla česká dramatička, dramaturgyně a loutkoherečka. Její tvorba je významná zejména v oblasti dramatiky pro děti.

## Život
Narodila se v Roztokách u Prahy, pocházela z úřednické rodiny. Vystudovala Střední průmyslovou školu sklářskou v Teplicích. Po maturitě pracovala na různých pozicích jako účetní, myčka oken, pomocná síla na stavbě či redaktorka podnikového časopisu Náš beton.
V roce 1964 nastoupila na katedru loutkářství Akademie múzických umění v Praze, kde absolvovala v roce 1969 diplomovou prací s názvem Klasická pohádka na současném českém jevišti. Po absolutoriu nastoupila do angažmá v Naivním divadle Liberec jako loutkoherečka. Od počátku své práce v divadle se věnovala také dramatické tvorbě.
V polovině sedmdesátých let začala pracovat jako lektorka dramaturgie a v roce 1990 začala pracovat na pozici dramaturga. V divadle se etablovala jako kmenová autorka a strávila v něm většinu svého profesního života. V divadle se seznámila také se svým manželem Zdeňkem Peřinou. Spolu měli dvě děti, dceru Kláru, která působila jako dramaturgyně v Divadle Drak a ve spolku LokVar a Víta, který od roku 2003 působil jako dramaturg Naivního divadla Liberec. Obě děti se stejně jako Iva Peřinová věnují dramatické tvorbě.
Iva Peřinová zemřela po dlouhé nemoci 7. listopadu 2009.

## Tvorba
Iva Peřinová je autorkou více než 40 her, zejména pro loutkové divadlo. Její dramata patří k nejhranějším v oblasti divadla pro děti a mládež. Většina z nich byly vytvořeny pro domovskou scénu Naivního divadla Liberec.
Přístup k tvorbě her pro loutkové divadlo vychází u Ivy Peřinové především z inscenační praxe a jsou komponovány tak, aby formálně umožňovaly využít škálu vyjadřovacích schopností loutkového divadla. Jelikož své dramatické texty psala "přímo na tělo" souboru divadla, jsou téměr výhradně komponované s myšlenkou na specifický styl jejich uvádění. Zejména se jedná o prostor pro výtvarno a práci se sémantickým napětím mezi hercem a loutkou.
Prvním velkým dramatickým úspěchem byla pro Ivu Peřinovou adaptace Zahrady Jiřího Trnky, která byla v režii Pavla Poláka v Naivním divadle Liberec, pod názvem Branka zamčená na knoflík, uvedena v roce 1977. Peřinové adaptace patří k oblíbeným textům, které do svého repertoáru s oblibou loutková divadla přejímají.
Dramatická tvorba Ivy Peřinové se vyznačuje citem pro divadelnost, metaforickou obrazností, hrou s jazykem, veršem, citem pro práci s literární předlohou, práce s nonsensem, ironií a sarkasmem.
Její hry jsou překládány do angličtiny, němčiny, polštiny, maďarštiny ruštiny, bulharštiny a bývají adaptovány na zahraničních scénách.
Za svou dramatickou tvorbu získala Cenu Českého literárního fondu a cenu Alfréda Radoka. 

### Hry pro nejmenší (mateřinky)
Po brance zamčené na knoflík následovaly v linii her pro mateřinky (děti ve věku mateřské školy) hra Brum Dům, Ťululum na motivy pohádky Pan Cecil Brum a jeho dům Paula Grovese, Deset černoušků na motivy nonsensové říkanky, Kolíbá se velryba, líčící život dvou pirátů, živořících ve velrybím břiše, Pohádky do dlaně, které za pomocí postav personifikovaných postav ročních období nonsensovou formou líčí koloběh roku a vody v přírodě. Pohádky do dlaně, stejně jako Brum, Dům, Ťululum získaly ocenění na festivalu Mateřinka.

### Adaptace
Velkou část díla Ivy Peřinové zabírají adaptace nebo "hry na motivy". Nejvíce se proslavily hry Poslechněte ja bývalo na motivy kramářských písní, Putování Dona Juana, aneb Epidemie sevillská, Turandot ukrutnice podle Carla Gozziho a Válku s mloky podle Karla Čapka. Iva Peřinová adaptovala také slavné pohádkové příběhy jako Popelka podle bratří Grimmů, Tři zlaté vlasy děda dle Karla Jaromíra Erbena nebo Alibaba a čtyřicet loupežníků. Dalšími jsou také například tituly Sůl je nad zlato! a Křesadlo.
Při práci s předlohou uIvy Peřinové dominuje princip komparace se současným světem za pomocí nadsázky, parodie a ironie a gagu.

### Původní hry
Mezi původními hrami Ivy Peřinové uspěl především titul Krásný nadhasič, aneb Požár Národního divadla, který byl v roce uveden na historické scéně Národního divadla, byl natočen Českou televizí a v roce 2007 podle něj v režii Dimitriho Dudíka natočena Českým rozhlasem rozhlasová hra. Dalším úspěchem byla hra portrétující český charakter Jéminkote, Psohlavci!, za kterou získala v roce 1999 cenu Alfréda Radoka. Recitál Zuzany Schmidtové, Jak chodil Kuba za Markytou se získala u nás i v zahraničí ohlas jako "loutková one woman show".

## Dílo
- Branka zamčená na knoflík (1976), premiéra 27. ledna 1977, Naivní divadlo Liberec
- Poslechněte, jak bývalo (1977), premiéra 10. února 1978, Naivní divadlo Liberec
- Pohádky na draka (1979), premiéra 17. září 1980, Naivní divadlo Liberec
- Turandot ukrutnice (1981), premiéra 12. února 1982, Naivní divadlo Liberec
- Loupežníci na Chlumu (1982), premiéra 30. června 1983, Loutkové divadlo Drak, Hradec Králové
- Košile pro Jánošíka (1983), premiéra 17. května 1984, Naivní divadlo Liberec
- Brum, dům, Ťululum (1983), premiéra 21. září 1984, Naivní divadlo Liberec
- Putování Dona Juana, aneb Epidemie sevillská (1985), premiéra 12.12.1985, Naivní divadlo Liberec
- Deset černoušků (1986), premiéra 11.9.1986, Naivní divadlo Liberec
- Jak chodil Kuba za Markytou (1987), premiéra 31.10.1987, Naivní divadlo Liberec
- Kolíbá se velryba (1987), premiéra 24.9.1988 Naivní divadlo Liberec
- Tři zlaté vlasy děda (1980), premiéra 24.2.1990 Naivní divadlo Liberec
- Pohádka do dlaně (1991), premiéra 28.9.1991 Naivní divadlo Liberec
- Jak dostal Janek princeznu (1991), premiéra 13.6.1992 Naivní divadlo Liberec
- Bezhlavý rytíř (1992), premiéra 16.10.1993 Naivní divadlo Liberec
- Popelka (1993), premiéra 17.3.1994 Naivní divadlo Liberec
- Alibaba a čtyřicet loupežníků (1994), premiéra 2.12.1994 Naivní divadlo Liberec
- Alína, aneb Petřín v jiném dílu světa (1996), premiéra 11.10.1996 Naivní divadlo Liberec
- Vánoce s Kulišákem (1996), premiéra 5.12.1996 Naivní divadlo Liberec
- Vodníci pod kamenem (1997), premiéra 29.11.1997 Naivní divadlo Liberec
- Čarovná rybí kostička (1997), premiéra 22.5.1998 Naivní divadlo Liberec
- Líný Lars a žabka kouzelnice (1998), premiéra 25.9.1998 Naivní divadlo Liberec
- Jéminkote, Psohlavci (1999), premiéra 11.10.1999 Divadlo Alfa, Plzeň
- Zvířecí divadlo (1999), premiéra 3.12.1999 Naivní divadlo Liberec
- Křesadlo (2000), premiéra 6.10.2000 Naivní divadlo Liberec
- Máme kliku pohádkovou (2002), premiéra 15.2.2003 Naivní divadlo Liberec
- Čerti z Ještědu (2003), premiéra 11.10.2003 Naivní divadlo Liberec
- Kouzelný prsten (2004), Divadlo Alfa, Plzeň
- Krásný nadhasič, aneb Požár Národního divadla (2005), Naivní divadlo Liberec, 2007, rozhlasová verze
- Janek a kouzelná fazole (2006), Naivní divadlo Liberec
- Sůl na zlato! (2007), Naivní divadlo Liberec
- Přijel bílý medvídek (2007), Naivní divadlo Liberec
- Labutí jezírko (2009), Naivní divadlo Liberec